# 孔多蒂街

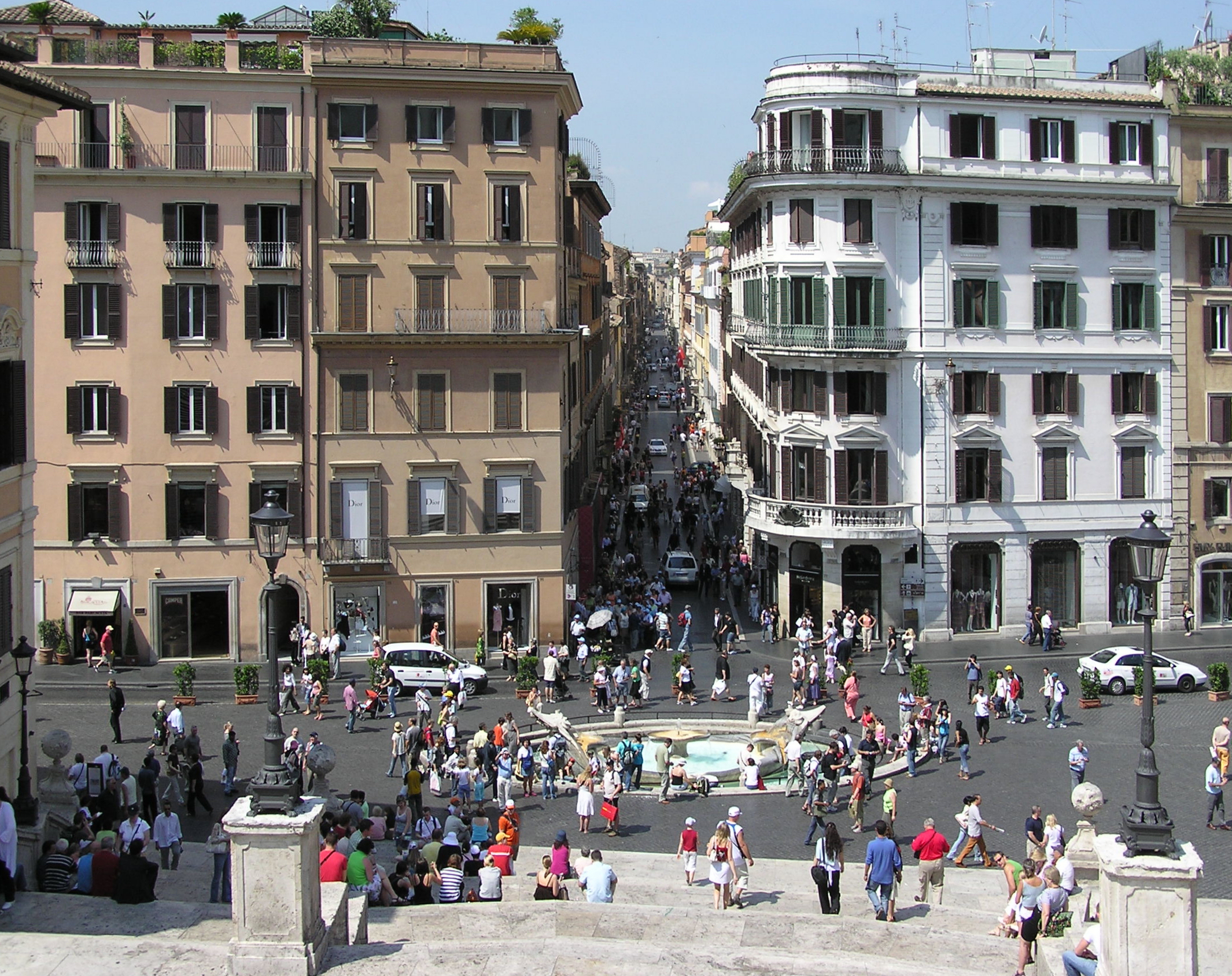
狭窄的孔多蒂街，从西班牙阶梯顶部看.

孔多蒂街（Via dei Condotti）是意大利罗马市的一条街道。在古罗马时期是与Flaminia大道交叉，连接台伯河和苹丘的街道之一。其东端开始于西班牙阶梯，得名于将水输送到玛尔库斯·维普撒尼乌斯·阿格里帕的浴场的渠道。
罗马著名的古希腊咖啡馆（Caffé Greco）自1760年开设在孔多蒂街84号，曾吸引了司汤达、歌德、乔治·戈登·拜伦、雪萊、济慈、弗朗茨·李斯特、理查德·瓦格纳等著名人物光顾。发明无线电的古列尔莫·马可尼就住在孔多蒂街11号，直到1937年去世。
由于孔多蒂街靠近西班牙阶梯，吸引了大量游客。1989年，时装设计师瓦伦蒂诺·加拉瓦尼走上法庭，试图制止麦当劳开设在西班牙阶梯附近，抱怨其带给孔多蒂街“噪音和讨厌的气味” 。但令一些罗马人沮丧的是，麦当劳仍然在此开设 。
孔多蒂街是罗马时尚购物的中心，1905年宝格丽在此开设，后来又增加了华伦天奴、Zara、阿玛尼、爱马仕、卡地亚、Louis Vuitton、Fendi、Gucci、Prada、香奈尔、Dolce & Gabbana和Salvatore Ferragamo。Laura Biagiotti也在设有办事处。